# Persoonia cymbifolia
Persoonia cymbifolia är en tvåhjärtbladig växtart som beskrevs av Peter Henry Weston. Persoonia cymbifolia ingår i släktet Persoonia och familjen Proteaceae. Inga underarter finns listade i Catalogue of Life.